# Krulloten
Krulloten (Moniliophthora perniciosa, voorheen Taphrina theobromae, Colletotrichum luxificum, Marasmius perniciosus en Crinipellis perniciosa) is een plantenziekte die voorkomt bij cacaobomen. De naam Krulloten werd gegeven in Suriname. Het kreeg in 2005 de wetenschappelijke naam Moniliophthora perniciosa. De achterliggende oorzaak is een schimmel.

## Ontwikkeling in Suriname
In Suriname nam de productie van cacao tussen 1895 en 1904 af van circa 4½ miljoen tot 850.000 kilogram. Meerdere plantages die afhankelijk waren van de cacaoteelt gingen failliet, zoals Tyronne en Frederiksdorp.

## Bestrijding
Bestrijding door Bordeauxse pap te spuiten was niet effectief omdat er dan vrijwel continu gespoten zou moeten worden. De infectie van de cacaoboom gebeurt namelijk rond het moment dat de knoppen net zijn opengaan. Effectiever bleek te zijn wanneer fors werd gesnoeid in de droge tijd waarna het snoeihout vrijwel meteen werd verbrand. Deze methode werd op de plantage Maasstroom toegepast, maar ook jarenlang in vele andere landen op het continent. Hierna werd overgestapt op aanplant van resistente rassen.

## Vormen
Er zijn drie vormen van de ziekte. De eerste twee vormen leidden tot heksenbezems.
- Krulloten: dit zijn sterk vertakte, dikke, vlezige loottwijgen. Ze ontwikkelen zich snel en hebben een korte levensduur.
- Sterbloesem: deze heeft een vergelijkbare vorm, maar heeft een bloemtak. Hier bevindt zich een massa bij de bloemen.
- Versteende vruchten: hier zijn de vruchten aangetast. Tegen de rijping wordt een zwarte plek gevormd. De vruchten zijn bruinzwart van binnen en de pitten zijn niet te gebruiken.

## Onderzoek en naamgeving
Gerold Stahel beschreef de ziekte in 1895 voor het eerst. Vanaf dat jaar verspreidde de ziekte zich in hoog tempo door Midden- en Zuid-Amerika. Jan Ritzema Bos determineerde de schimmel als eerste. Hij gaf het de naam Taphrina theobromae die in 1908 door van Hall en Drost werd herzien in Colletotrichum luxificum. In 1915 wijzigde Gerold Stahel de naam na uitgebreid onderzoek in Marasmius perniciosus. Zijn publicatie uit 1919 bleef internationaal jarenlang het standaardwerk over deze ziekte. In 1942 kwam Singer met de naam Crinipellis perniciosa, alhoewel de wetenschappelijke naam van Stahel lang ingeburgerd bleef.
Krulloten kreeg in 2005 de wetenschappelijke naam Moniliophthora perniciosa toen DNA-onderzoek naar voren bracht dat de ziekte nauw verwant is aan Moniliasis of schilrot (Moniliophthera roreri).